# Związek Tatarów Rzeczypospolitej Polskiej
Związek Tatarów Rzeczypospolitej Polskiej – powstała w 1992 roku organizacja społeczno-kulturalna zrzeszającą Tatarów żyjących w Polsce.

## Historia
Organizacja została założona w roku 1992 z inicjatywy publicysty Macieja Musy Konopackiego, działacza społecznego Stefana Mustafy Mucharskiego (prezes od 1992 do 1999) oraz poety i publicysty prof. Selima Chazbijewicza (prezes od 1999 do 2007). 10 listopada 2007 r. w Gdańsku na IV Nadzwyczajnym Zjeździe Delegatów Związku Tatarów RP przeniesiono siedzibę Związku do Bohonik oraz powołano nowego prezesa Rady Centralnej ZTRP Stefana Koryckiego.
24 kwietnia 2010 r. odbył się w Bohonikach V Nadzwyczajny Zjazd Delegatów Związku Tatarów Rzeczypospolitej Polskiej, w którym uczestniczyło 17 delegatów z oddziałów: Bohonickiego, Podlaskiego i Północno-Zachodniego.

## Władze Związku
- Rada Centralna Związku Tatarów Rzeczypospolitej Polskiej
  - Jan Adamowicz – prezes,
  - Lilla Świerblewska – wiceprezes,
  - Dżenetta Adamowicz – sekretarz,
  - Anna Mucharska – skarbnik,
  - Iwona Iljasiewicz,
  - Krzysztof Mucharski,
  - Aleksander Skibniewski.
- Centralna Komisja Rewizyjna Związku Tatarów Rzeczypospolitej Polskiej
  - Maria Aleksandrowicz-Bukin – przewodnicząca
  - Ajsza Miśkiewicz- sekretarz
  - Tatiana Andracka- członek

## Działalność
Związek nawiązuje do tradycji działającego w okresie międzywojennym Związku Kulturalno-Oświatowego Tatarów RP. Celem Związku Tatarów Rzeczypospolitej Polskiej jest odrodzenie ideologii etnicznej Tatarów.

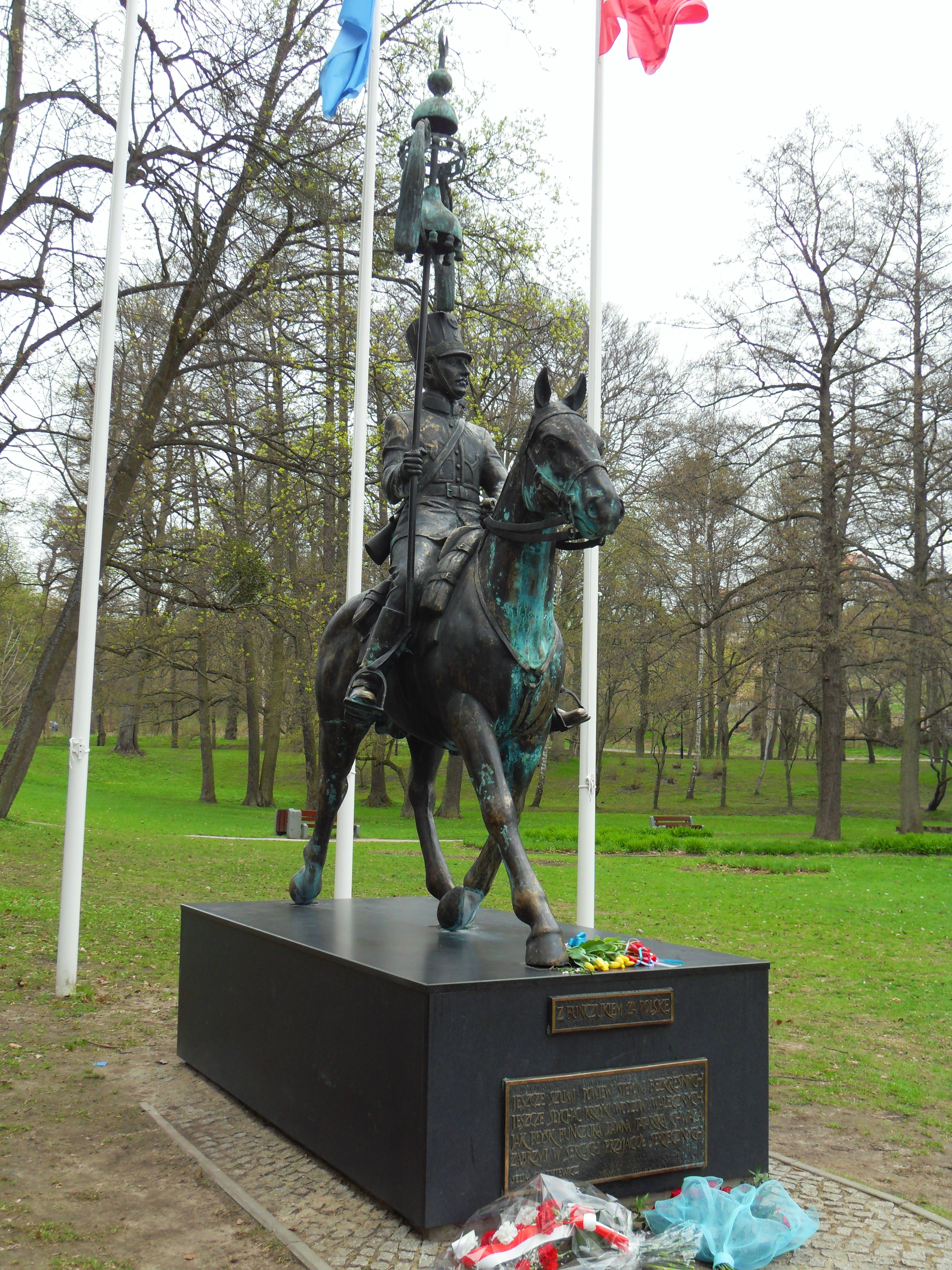
Pomnik Tatara przy Narodowym Centrum Kultury Tatarów RP

Związek składa się z autonomicznych oddziałów i na czele Związku Tatarów Rzeczypospolitej Polskiej stoi Rada Centralna. W latach 1993–2003 wydawany był „Rocznik Tatarów Polskich” – czasopismo naukowe, kulturalne i społeczne dotyczące historii, współczesności i kultury Tatarów w Polsce i w Europie Wschodniej. Oprócz tego, nakładem „Biblioteki Rocznika Tatarów Polskich”, ukazały się – formalnie jako suplementy do niego – pozycje książkowe (w sumie około 20 tytułów). Związek organizuje naukowe i popularne konferencje, zjazdy, spotkania będące substytutem dawnych codziennych relacji wzajemnych rozproszonej dziś grupy. Nawiązywane są kontakty z odrodzonymi organizacjami tatarskimi na Litwie i na Białorusi.
Organizacja tatarska od 1994 roku otrzymuje na swoją działalność dotacje od Departamentu Kultury Mniejszości Narodowych Ministerstwa Kultury, zaś od 2005 roku od Departamentu Wyznań Religijnych oraz Mniejszości Narodowych i Etnicznych MSWiA. Związek posiada od 2005-07-28 status OPP.
Związek kultywuje tradycje 13 Pułku Ułanów Wileńskich. Prawo zostało nadane aktem w sierpniu 2005 roku na XVI Zjeździe Kawalerzystów II RP w Grudziądzu przez Zarząd Zrzeszenia Kół Pułkowych Kawalerii z Londynu. Na XIX Zjeździe Kawalerzystów II RP w 2007 roku zostało nadane również prawo do wskrzeszania i kultywowania tradycji 1 Szwadronu Tatarskiego wchodzącego w skład 13 Pułku Ułanów Wileńskich, przez Radę Centralną Związku Tatarów Rzeczypospolitej.